# مريم زوجة كلوبا
مريم زوجة كلوبا ذُكرت في الإنجيل انها من النساء التي تبعت المسيح عند الصليب وهناك احتمالية انها تكون من النساء التي تبعته من الجليل وصارت تخدمه مع بقية النساء.
وهي شقيقة مريم العذراء كما ذكر يوحنا البشير ويفسر بعض الاباء ان بعد ما نذرت مريم العذراء إلى الهيكل، انجب يواقيم وحنة فتاة أخرى واسموها مريم لان مريم الأولى نذرت لله، يرجح بعض ان الفرق بين العذراء واختها 4 سنين وانها نذرت للهيكل أيضاً عند وفاة أبويها. انجبت مريم زوجة كلوبا ثلاثة أولاد عرفوا باسم اخوة المسيح وهم: يوسى ويهوذا ويعقوب الصغير وكان اخوته يرافقوا المسيح بين حين لاخر كما ذكر عندما كان يعظ المسيح الشعب.